# 沙伊因弗盧赫山
47°0′36″N 9°52′15″E / 47.01000°N 9.87083°E

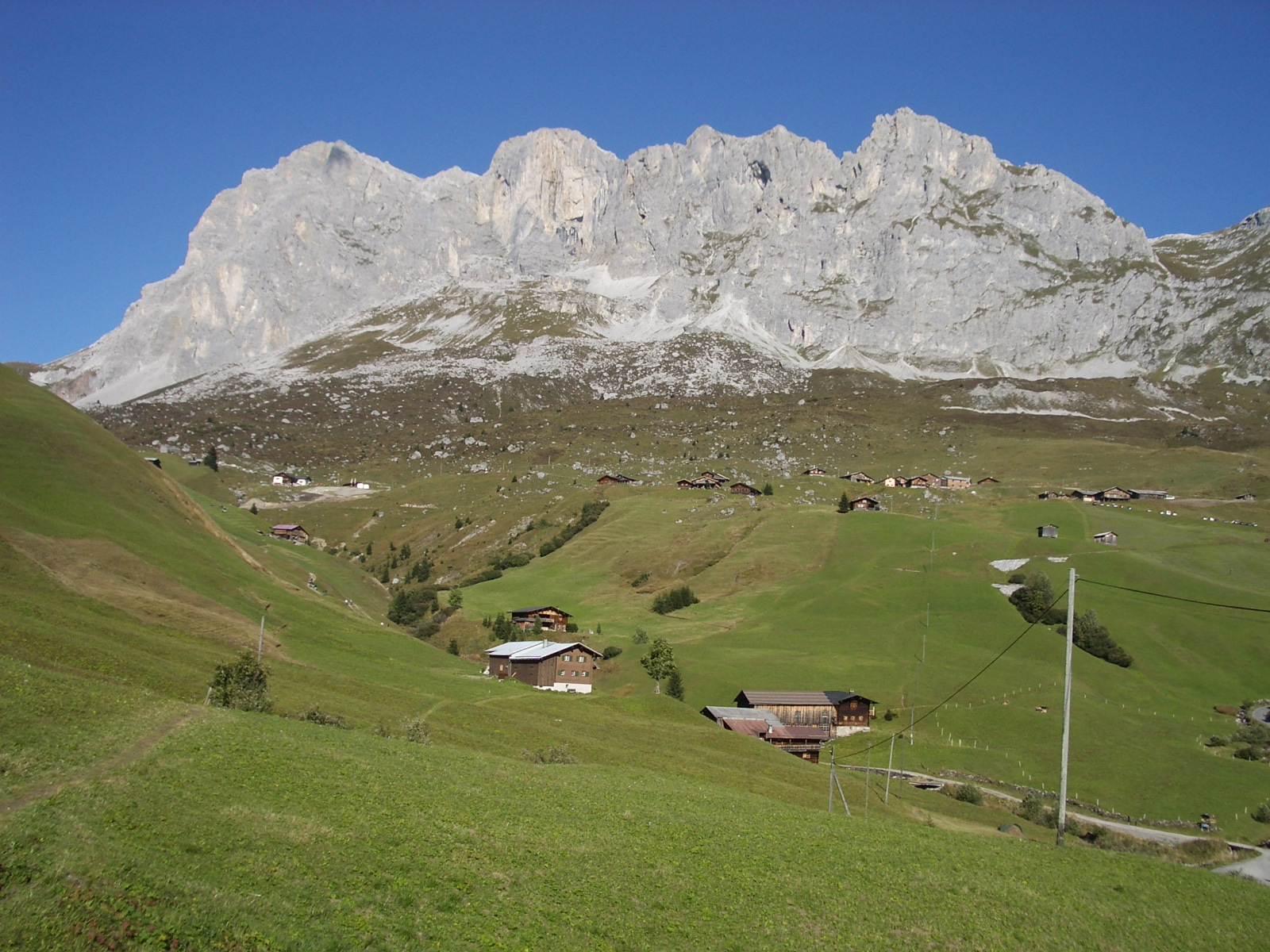

沙伊因弗盧赫山（德語：Scheienfluh），是中歐的山峰，位於瑞士和奧地利接壤的邊境，屬於雷蒂孔山的一部分，海拔高度2,627米，每年平均降雨量1,729毫米。